# Estoi

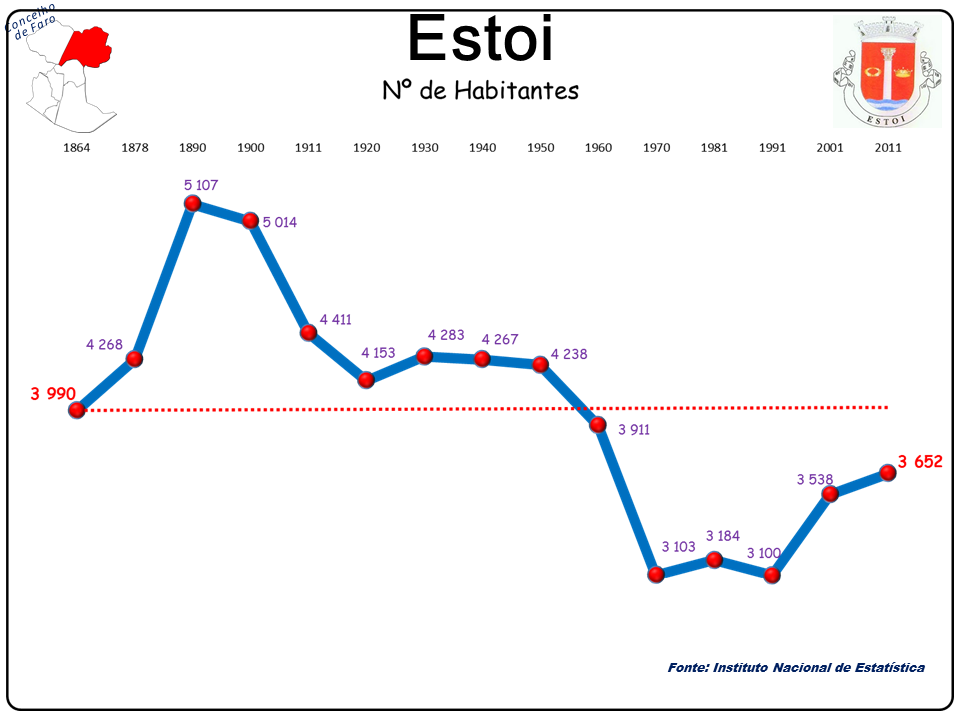
Bevolkingsontwikkeling tussen 1864 en 2011

Estoi is een plaats (freguesia) in de Portugese gemeente Faro en telt 3538 inwoners (2001).

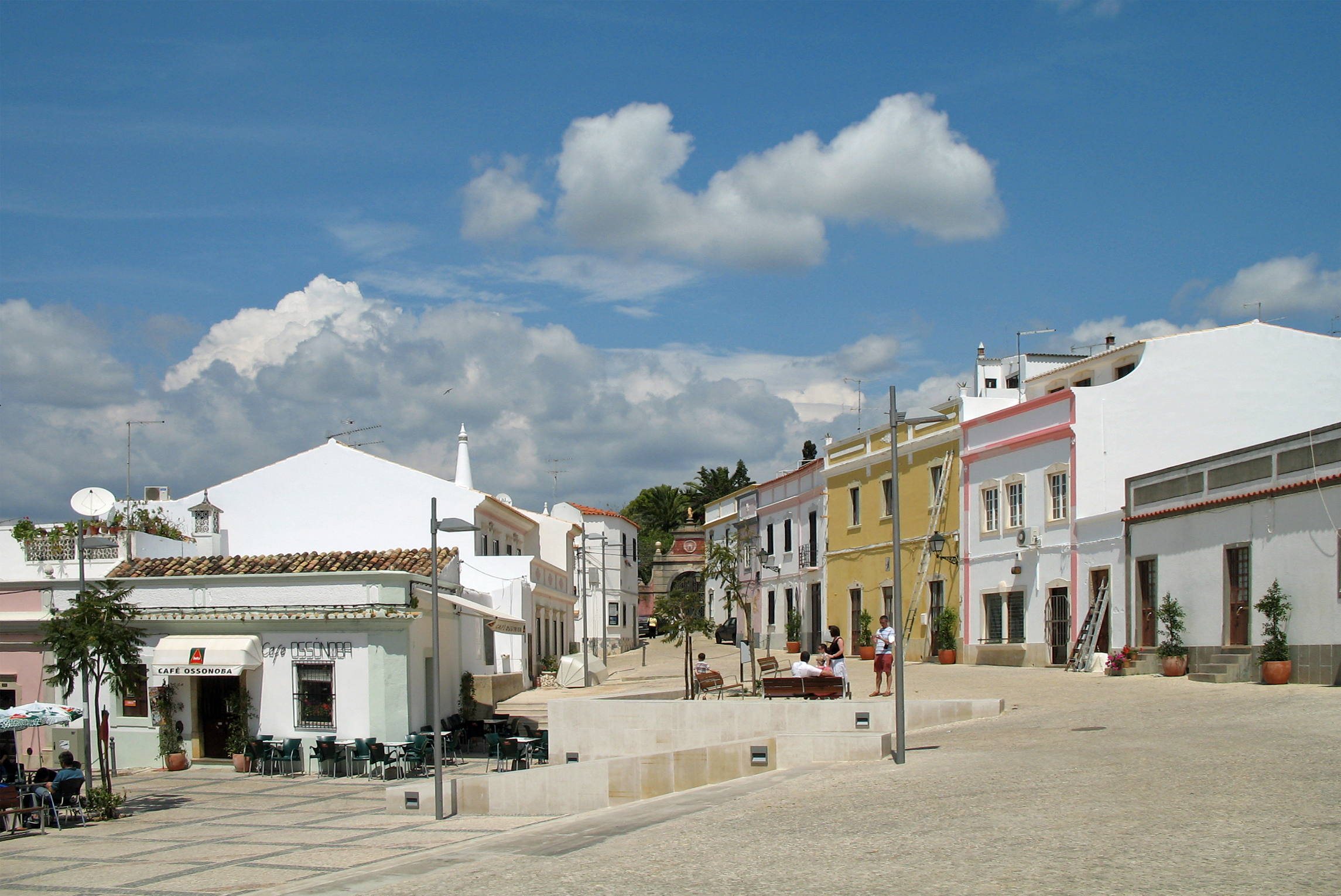
Estoi
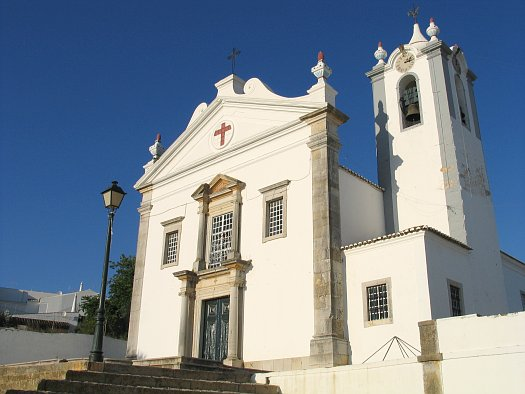
kerk van Estoi
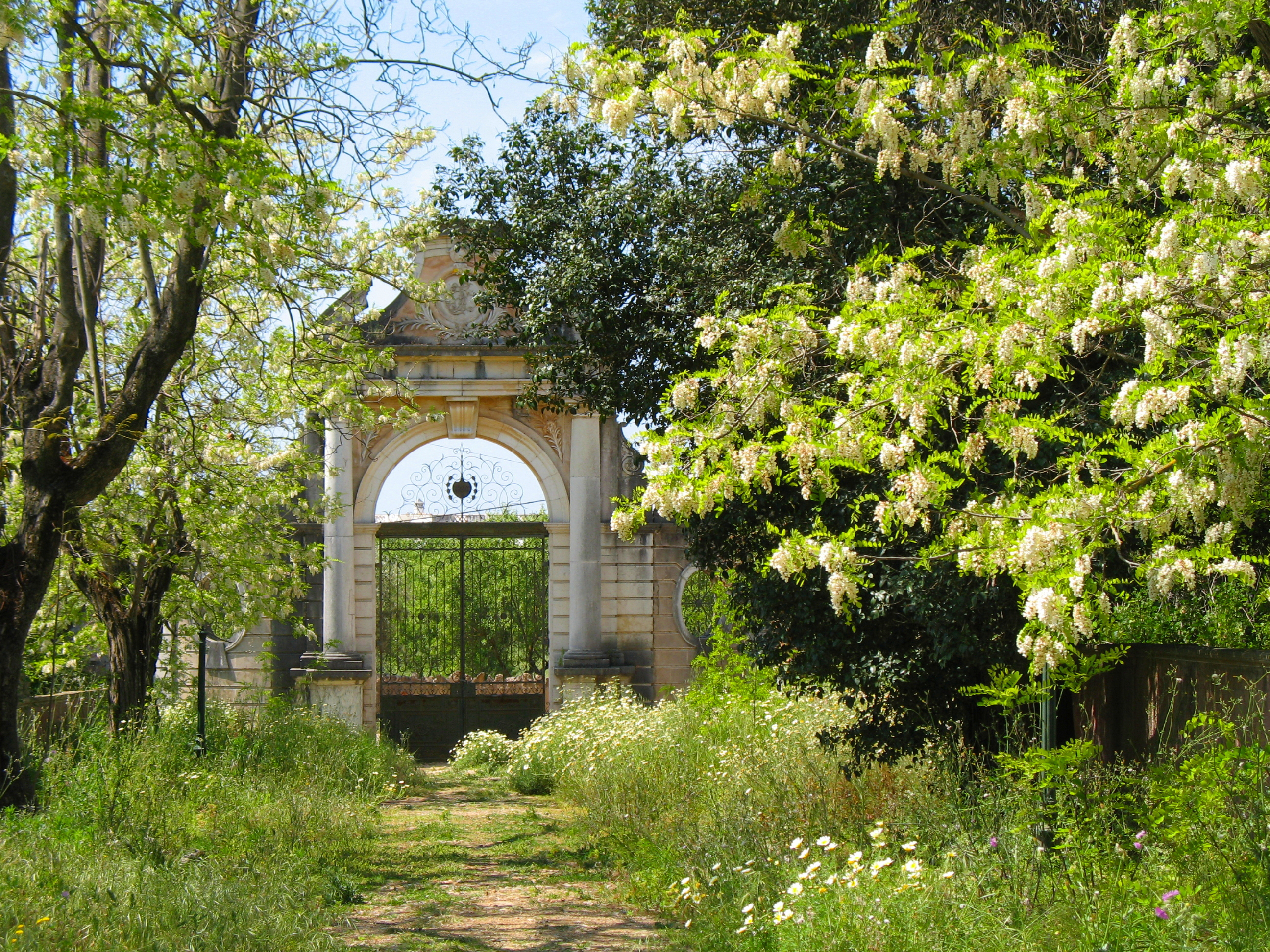
Park van Estoi
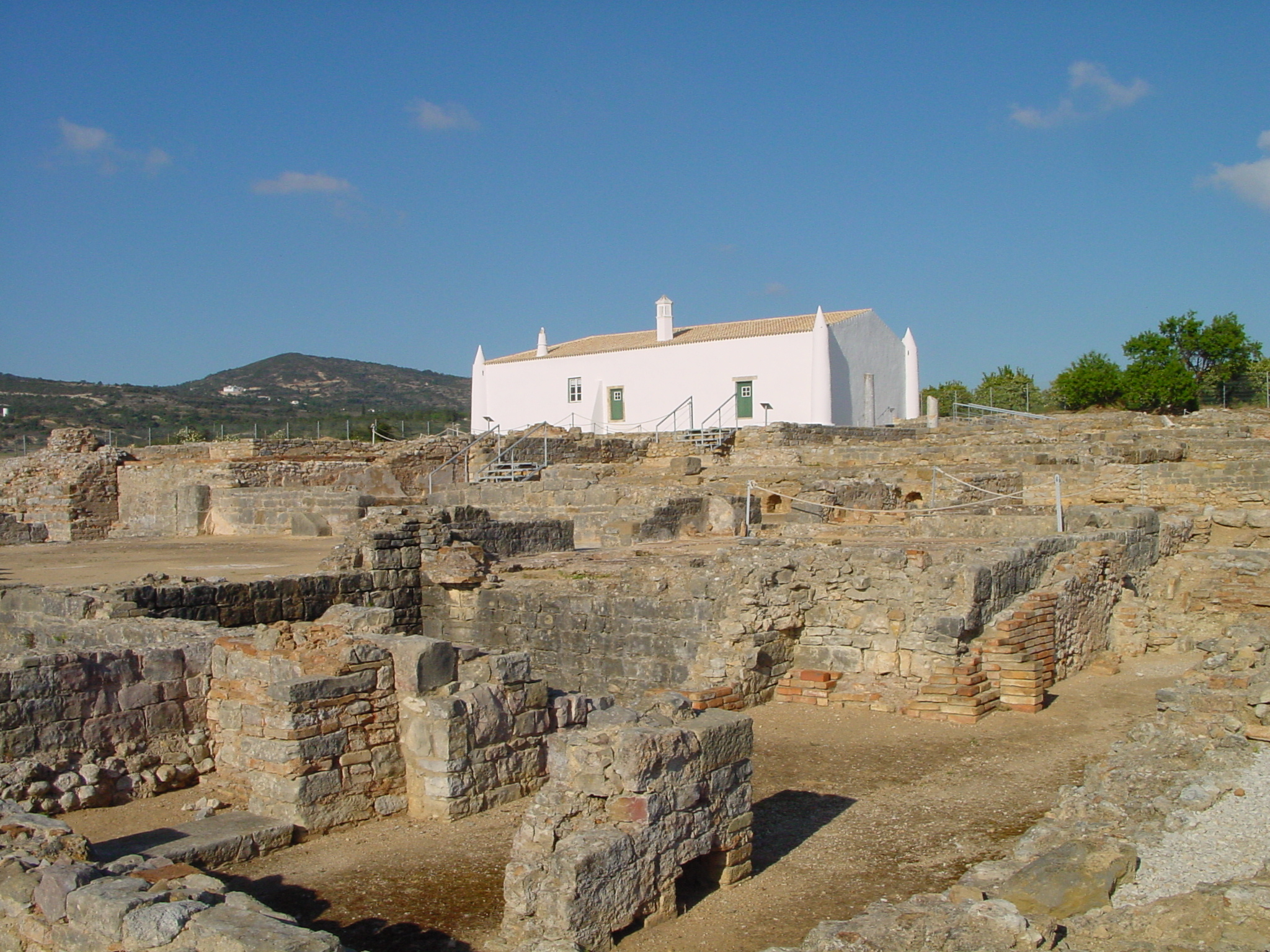
Milreu, Estoi
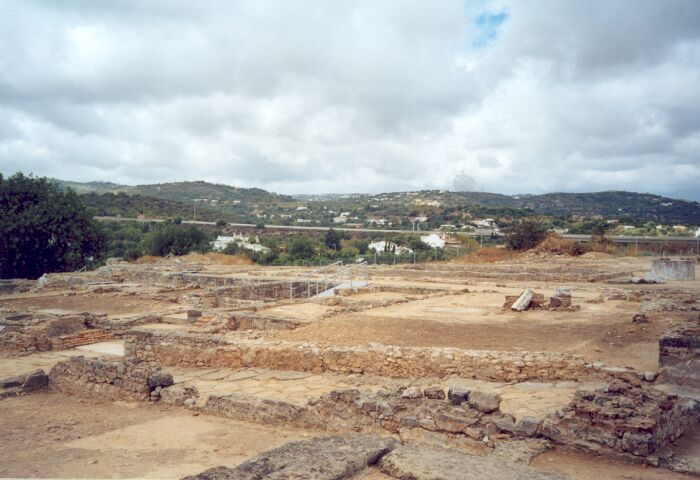
Ruïnes van Milreu